# Calcio Padova 2005-2006
Questa pagina raccoglie i dati riguardanti il Calcio Padova nelle competizioni ufficiali della stagione 2005-2006.

## Stagione
Nella stagione 2005-2006 il Padova allenato da Maurizio Pellegrino disputa il girone A del Campionato di Serie C1, vi raccoglie 47 punti che valgono il nono posto finale. Il torneo ha promosso in Serie B lo Spezia diretto ed il Genoa che vince i Play-off. Nel girone di andata il Padova lotta con le migliori, chiudendo il girone in terza posizione. Nel girone di ritorno invece abdica dalle posizioni di vertice, ottiene 19 punti, per chiudere con un onorevole posto a metà classifica. La squadra patavina partecipa alla Coppa Italia nazionale dove nel primo turno incrocia e supera la Triestina, mentre nel secondo turno viene eliminata dal Parma. Mentre nella Coppa Italia di Serie C nei trentaduesimi di finale supera il Bassano, nei sedicesimi di finale perde nel doppio confronto con gli altoatesini del Sudtirol.

## Rosa
| N. |                    | Ruolo | Calciatore               |
| -- | ------------------ | ----- | ------------------------ |
|    | Italia (bandiera)  | P     | Andrea Cano              |
|    | Italia (bandiera)  | P     | Luca Tomasig             |
|    | Italia (bandiera)  | D     | Davide Bagarollo         |
|    | Italia (bandiera)  | D     | Davide Bianchi           |
|    | Italia (bandiera)  | D     | Mauro Bianchi            |
|    | Italia (bandiera)  | D     | Gaetano Calà Campana     |
|    | Italia (bandiera)  | D     | Paolo Cotroneo           |
|    | Svezia (bandiera)  | D     | David Ljung              |
|    | Italia (bandiera)  | D     | Alì Lolli                |
|    | Italia (bandiera)  | D     | Pietro Mariniello        |
|    | Italia (bandiera)  | D     | Luca Rossettini          |
|    | Italia (bandiera)  | D     | Filippo Salviato         |
|    | Italia (bandiera)  | D     | Andrea Suriano           |
|    | Italia (bandiera)  | D     | Andrea Tarozzi           |
|    | Brasile (bandiera) | C     | Luiz Schveitzer Anderson |

| N. |                       | Ruolo | Calciatore            |
| -- | --------------------- | ----- | --------------------- |
|    | Italia (bandiera)     | C     | Maurizio Bedin        |
|    | Italia (bandiera)     | C     | Ivone De Franceschi   |
|    | Danimarca (bandiera)  | C     | Thomas Fig            |
|    | Italia (bandiera)     | C     | Michele Masiero       |
|    | Brasile (bandiera)    | C     | Diego Santos Oliveira |
|    | Italia (bandiera)     | C     | Daniele Quadrini      |
|    | Brasile (bandiera)    | C     | Rafael Sciani         |
|    | Italia (bandiera)     | C     | Manuel Turchi         |
|    | Italia (bandiera)     | C     | Gianpietro Zecchin    |
|    | Argentina (bandiera)  | A     | Cristian La Grottería |
|    | Italia (bandiera)     | A     | Andrea Maniero        |
|    | Italia (bandiera)     | A     | Maurizio Nassi        |
|    | San Marino (bandiera) | A     | Andy Selva            |
|    | Italia (bandiera)     | A     | Mario Tagliente       |
|    | Italia (bandiera)     | A     | Francesco Zerbini     |

## Risultati

### Serie C1

#### Girone di andata
| Arbitro: | Iannone (Napoli) |

|             |           |                                 |
| Lazzaro 70’ | Marcatori | 20’ La Grottería 72’ Rossettini |

| Arbitro: | Pierpaoli (Firenze) |

|                   |           |              |
| De Franceschi 18’ | Marcatori | 16’ Califano |

| Arbitro: | Salati (Trento) |

|  |           |                   |
|  | Marcatori | 46’, 60’ Quadrini |

| Arbitro: | Gervasoni (Mantova) |

|                  |           |                |
| La Grottería 50’ | Marcatori | 66’ Sinigaglia |

| Arbitro: | Scoditti (Bologna) |

|                |           |           |
| De Gasperi 19’ | Marcatori | 77’ Selva |

| Arbitro: | Zanzi (Lugo di Romagna) |

|                                  |           |          |
| La Grottería 8’, 39’ Zecchin 33’ | Marcatori | 25’ Elia |

| Arbitro: | Cavarretta (Trapani) |

|                              |           |                      |
| Artico 30’ (rig.) Trezzi 43’ | Marcatori | 19’ Turchi 90’ Lolli |

| Arbitro: | Lioce (Molfetta) |

|                                 |           |  |
| La Grottería 54’ A. Maniero 68’ | Marcatori |  |

| Arbitro: | Gallione (Alessandria) |

|                             |           |  |
| Coralli 41’, 47’ Quadri 65’ | Marcatori |  |

| Arbitro: | Vuoto (Livorno) |

|           |           |               |
| Lolli 41’ | Marcatori | 90+1’ Cavagna |

| Arbitro: | Ferrandini (Sondrio) |

|             |           |                |
| Bagnara 85’ | Marcatori | 73’ Rossettini |

| Arbitro: | Pierpaoli (Firenze) |

|                         |           |                                             |
| Rebecchi 35’ Morini 55’ | Marcatori | 53’ De Franceschi 90+2’ (rig.) La Grottería |

| Arbitro: | Mannella (Avezzano) |

|                       |           |            |
| La Grottería 10’, 86’ | Marcatori | 23’ Egbedi |

| Arbitro: | Velotto (Grosseto) |

|                       |           |  |
| Chianese 90+2’ (rig.) | Marcatori |  |

| Arbitro: | Marrocco (Pisa) |

|              |           |  |
| Cotroneo 47’ | Marcatori |  |

| Arbitro: | Salati (Trento) |

|                |           |  |
| Varricchio 37’ | Marcatori |  |

| Arbitro: | Candussio (Cervignano del Friuli) |

|                  |           |  |
| La Grottería 83’ | Marcatori |  |

#### Girone di ritorno
| Arbitro: | Pinzani (Empoli) |

|                       |           |  |
| Selva 11’ Zecchin 70’ | Marcatori |  |

| Arbitro: | Valeri (Roma) |

|              |           |  |
| Califano 61’ | Marcatori |  |

| Arbitro: | Russo (Nola) |

|             |           |  |
| Zecchin 76’ | Marcatori |  |

| Genova 29 gennaio 2006 21ª giornata | Genoa             | 0 – 0 | Padova | Stadio Luigi Ferraris\| Arbitro: \| Damato (Barletta) \| |
| Arbitro:                            | Damato (Barletta) |       |        |                                                          |

| Arbitro: | Palazzino (Ciampino) |

|                                 |           |                  |
| Quadrini 33’ Zecchin 39’ (rig.) | Marcatori | 3’, 41’ Altinier |

| Arbitro: | Velotto (Grosseto) |

|  |           |             |
|  | Marcatori | 40’ Zecchin |

| Arbitro: | Candussio (Cervignano del Friuli) |

|                   |           |                         |
| De Franceschi 34’ | Marcatori | 45’ (aut.) Calà Campana |

| Arbitro: | Forconi (Aprilia) |

|             |           |              |
| Araboni 23’ | Marcatori | 47’ Quadrini |

| Arbitro: | Pecorelli (Arezzo) |

|                      |           |                        |
| Anderson 5’ Quadrini | Marcatori | 10’, 45+1’ Campolonghi |

| Arbitro: | Cavarretta (Trapani) |

|             |           |  |
| Cazzola 33’ | Marcatori |  |

| Arbitro: | Zanzi (Lugo di Romagna) |

|              |           |  |
| Cotroneo 69’ | Marcatori |  |

| Arbitro: | Barbirati (Ferrara) |

|  |           |            |
|  | Marcatori | 68’ Morini |

| Arbitro: | Lena (Ciampino) |

|            |           |  |
| Egbedi 22’ | Marcatori |  |

| Arbitro: | Iannone (Napoli) |

|  |           |              |
|  | Marcatori | 43’ Chianese |

| Arbitro: | Salati (Trento) |

|                            |           |                       |
| Migliaccio 11’ Movilli 55’ | Marcatori | 21’, 77’ La Grottería |

| Padova 1º maggio 2006 33ª giornata | Padova             | 0 – 0 | Spezia | Stadio Euganeo\| Arbitro: \| Velotto (Grosseto) \| |
| Arbitro:                           | Velotto (Grosseto) |       |        |                                                    |

| Arbitro: | Lioce (Molfetta) |

|                                 |           |                  |
| Akassou 14’ Yantorno 37’ (rig.) | Marcatori | 23’ La Grottería |

### Coppa Italia Tim Cup
| Arbitro: | P.S. Mazzoleni (Bergamo) |

|                                 |           |            |
| A. Maniero 51’ La Grottería 58’ | Marcatori | 17’ Godeas |

| Arbitro: | Rosetti (Torino) |

|  |           |           |
|  | Marcatori | 78’ Dedic |

### Coppa Italia di Serie C

#### Trentaduesimi di finale
| Arbitro: | Corletto (Castelfranco Veneto) |

|  |           |                             |
|  | Marcatori | 9’ (rig.) Zerbini 60’ Selva |

| Arbitro: | Vivenzi (Brescia) |

|                             |           |                     |
| De Franceschi 30’ Selva 57’ | Marcatori | 33’ Mateos Aparicio |

#### Sedicesimi di finale
| Arbitro: | Meli (Parma) |

|           |           |                                        |
| Selva 14’ | Marcatori | 43’, 90+3’ Cia 61’ Caputo 77’ Dal Piaz |

| Arbitro: | Nicodano (Milano) |

|             |           |                               |
| Scavone 44’ | Marcatori | 39’, 61’ Zebini 79’ Tagliente |